# RBD (groupe)
 (septembre 2020).
Si vous disposez d'ouvrages ou d'articles de référence ou si vous connaissez des sites web de qualité traitant du thème abordé ici, merci de compléter l'article en donnant les références utiles à sa vérifiabilité et en les liant à la section « Notes et références ».
RBD est une formation musicale de pop du Mexique, formée à Mexico par la gestion de l'entreprise Televisa, qui allie des rythmes comme le baladas et pop. Ce groupe ne compose pas sa propre musique, mais il connut une grande popularité avec des chansons écrites par d'autres. 
RBD a vendu plus de 57 millions d'albums à travers le monde et plus de 17 millions de téléchargements numériques.

## Histoire
Le groupe s’est formé à la suite de série télévisée Rebelde (version mexicaine de Rebelde Way) en 2004, et grâce à la surexposition médiatique a pu vendre des millions d'exemplaires suivant la formule adoptée par Televisa avec des groupes comme Timbiriche.
Le groupe a annoncé sa séparation le 15 août 2008. Leur dernier concert a eu lieu à Madrid le 21 décembre 2008. Para Olvidarte de mi est donc leur dernier album en tant que groupe. Maintenant chaque membre se lance ou reprend sa carrière solo.

## Discographie
- Rebelde :
  - Rebelde
  - Rebelde Edição Brasil
  - Rebelde Edición Diamante
- Tour Generación RBD En Vivo (CD Live)
- Nuestro Amor :
  - Nuestro Amor
  - Nosso Amor (Nuestro Amor) Edição Brasil
  - Nuestro Amor Diamond Edition
- RBD Live In Hollywood (CD Live)
- Celestial :
  - Celestial
  - Celestial Fan Edition
  - Celestial Versão Brasil
- Rebels : 
  - Rebels
  - We are RBD (Nom de l’album Rebels au Japon)
- RBD La Familia (CD Série)
- RBD Greatest Hits
- Best of, Hits en Portugués
- RBD Tour Celestial Hecho En España (CD Live).
- Empezar Desde Cero
  - Empezar Desde Cero
  - Empezar Desde Cero Fan Edition
- Para olvidarte de mí

## DVD
- Tour Generacion RBD
- Live In Hollywood
- Live in Rio
- Hecho en España : Tour Celestial 2007
- Live In Brasilia (bientôt)
- Tour Adiós

## Collaborations
- Los Villancicos
- Navidad Con Amigos 2006
- Navidad Con Amigos 2007

## Membres de cette formation
- Anahí
- Dulce María
- Maite Perroni
- Alfonso Herrera
- Christopher Uckermann
- Christian Chávez